# Caulhame Souterrain
 Das Caulhame Souterrain, etwa vier Kilometer östlich von Garvagh im County Londonderry in Nordirland, ist mit etwa sechs Meter Länge und etwa einem Meter Breite am inneren Ende eines der kleinen Souterrains auf der Insel. Allerdings plombiert Ton, der einen Kriechgang zu einer anderen Kammer verschließen könnte, der jedoch nicht untersucht werden konnte, das hintere Ende. Die Wände des Souterrains sind aus großen runden Feldsteinblöcken (stone-built) errichtet. Bei den Souterrains wird grundsätzlich zwischen „rock-cut“, „earth-cut“, „stone built“ und „mixed“ Souterrains unterschieden.
Hinter dem Eingang befindet sich möglicherweise eine nicht sehr tief eingeschnittene Ogham-Inschrift entlang einer Kratzspur.